# المهبل والفرج في الفن
صُوِر المهبل والفرج في الفن منذ عصور ما قبل التاريخ وحتى عصر الفن المعاصر في القرن الحادي والعشرين. تشمل أشكال الفن البصري التي تمثل الأعضاء التناسلية الأنثوية الأشكال ثنائية الأبعاد (مثل اللوحات) وثلاثية الأبعاد (مثل التماثيل). نحت الناس تمثال فينوس المصغّر منذ أكثر من 35000 سنة مضت وبالغوا في إظهار البطن والوركين والثديين والفخذين أو الفرج فيه.
رسم غوستاف كوربيه لوحة تصور امرأة عارية في عام 1866 وعنونها: «أصل العالم». ابتكر فنانون كثر أمثال نيكي دي سانت فال وجان تينجلي وميغومي إغاراشي وأنيش كابور في القرن العشرين والحادي والعشرين أعمالًا فنية تصور المهبل أو الفرج. توجد أحيانًا بعض الأعمال النسوية بشكل صريح: أنشأت جودي شيكاغو عملًا فنيًا وسمته «حفل العشاء» من أجل الاحتفال بـ 39 امرأة على مر التاريخ والأساطير، واللواتي عشن حياةً مبهمة. ينكر بعض الفنانون إشارة أعمالهم إلى الأعضاء التناسلية الأنثوية. بالرغم من نظر النقاد لها على هذا النحو، تعتبر لوحات زهرة جورجيا أوكيفي مثالًا على ذلك.
كانت هناك تقاليد فلكلورية طويلة، مثل فجاينا لوكوينز (باللاتينية) والتي تعني: «المهبل الناطق» وذا فجاينا دنتاتا (باللاتينية) وتعني «المهبل المسنن». كتبت الكاتبة المسرحية حواء إنسلر العمل المسرحي «مناجاة المهبل»، والذي مثّل مراحل متعددة في العديد من جوانب الحياة الجنسية للمرأة. تعرّض الفن المتعلق بالمهبل أو الفرج في بعض الحالات للرقابة الرسمية بسبب وصفه بالفحش.

## الجوانب الثقافية
حدثت على مر التاريخ تصورات مختلفة عن المهبل، بما في ذلك الاعتقاد بأنه مركز الرغبة الجنسية، أو أنه استعارة للحياة عن طريق الولادة، أو اعتباره أدنى من القضيب، أو غير جذاب بصريًا، أو أنه يمتلك رائحة كريهة بطبيعته. سُمي المهبل بالعديد من الأسماء، بما في ذلك الأسماء المبتذلة القديمة «مهبل»، أو كلمات ملطفة «حديقة السيدة»، أو بالعامية «الهرة»، بالإضافة لاستخدامه كسمة مهينة. تنظر بعض الثقافات إلى الفرج باعتباره شيئًا مخزيًا يجب إخفاؤه. على سبيل المثال، يعني مصطلح «pudendum» اللاتيني -المستخدم في اللغة الإنجليزية الطبية للإشارة للأعضاء التناسلية الخارجية- حرفيًا «العار».
تستخدم وجهات النظر الأكثر إيجابية للمهبل لشرح الحياة الجنسية، أو الروحانية للإناث، باعتباره «رمزًا قويًا للأنوثة والانفتاح والقبول والاستقبال... روح الوادي الداخلي». أعطى المجتمع الهندوسي العالِم رمز الـ «يوني»، وقدّر الحياة الجنسية وقدرة المهبل على ولادة الحياة. احتفلت الثقافات القديمة الأخرى بالفرج، بل وعبدته، على سبيل المثال في بعض ديانات الشرق الأدنى القديم والأعمال الفنية التي ترجع إلى العصر الحجري القديم والتي أُطلق عليها لقب أوروبا القديمة من قبل عالمة الآثار ماريا ماريا جيمبوتاس. قد يكون هذا الخشوع جزءًا من أجزاء عبادة الآلهة مثلما جاء في معتقدات نيوباجان الحديثة.

## تاريخيًا

### قبل التاريخ
وُجد التمثيل ثنائي وثلاثي الأبعاد للفرج سواء عن طريق اللوحات أو التماثيل منذ عشرات السنين. واعتُبر جزءًا من الأعمال الأولى لفن ما قبل التاريخ.
يقع «كهف تشوفن» في بلدة ريكلونز في كانتابريا (إسبانيا)، وهو عبارة عن منحوتة صخرية ترجع إلى عصور ما قبل التاريخ والتي تشكل صورة للفرج. وقع الكهف تحت الاحتلال لفترات مختلفة، كان أقدمها منذ حوالي 20000 عام. بصرف النظر عن النقوش والرسومات التخطيطية للحيوانات، هناك العديد من الرموز والمعروفة باسم «العصي». يوجد أيضًا عدد كبير من الرسومات التي تستخدم النقاط (بالإنجليزية puntillaje)، بما في ذلك رسم فُسر على أنه تمثيل للفرج.
تمثال فينوس هو تمثال صغير يرجع للعصر الحجري القديم العلوي والذي يصور امرأة. اكتشفت معظم التماثيل في أوروبا، ولكن عُثر على تماثيل أخرى في أماكن بعيدة جدًا. يرجع تاريخ معظمها إلى فترة الحضارة الكرافيتية (منذ 28000-22000 عام)، ولكن توجد أمثلة في وقت مبكر مثل تمثال فينوس أوف-هوهل ميلز، والذي يرجع تاريخه إلى 35000 سنة على الأقل أي إلى العصر الحجري القديم. وفي وقت متأخر مثل فينوس لمونروز، من حوالي قبل 11000 سنة في أيام الحضارة المجدلينية.
نُحتت هذه التماثيل من الأحجار اللينة (مثل الحجر الأملس أو الكالسيت أو الحجر الجيري) أو العظام أو العاج أو من الطين المخبوز. هذه الطريقة الأخيرة هي من بين أقدم أنواع السيراميك المعروفة. في المجموع، أكثر من مئة مثل هذه التماثيل معروفة، تقريبًا كلها بحجم صغير ما بين 4 سم و 25 سم في الطول. معظمها برؤوس صغيرة، ووركين واسعين، وساقين مفتولتين إلى حد ما. توجد تماثيل أخرى مختلفة تبالغ في تصوير البطن والوركين والثديين والفخذين أو الفرج. في المقابل، غالبًا ما تكون الذراعين والقدمين غائبتين، وعادة ما يكون الرأس صغيرًا ودون وجه.

### العصور القديمة
اعتبر السومريون القدماء أن الفرج مقدس، وقد وجد عدد كبير من القصائد السومرية التي أشادت بسحر الإلهة إنانا. في الديانة السومرية، الإلهة Nin-imma هي التجسيد الإلهي للأعضاء التناسلية الأنثوية. اسمها يعني حرفيًا «الأعضاء التناسلية للسيدة». ظهرت في نسخة واحدة من أساطير إنكي ونينسيكلا والتي كانت ابنة إنكي ونينكورا. تغتصب إنكي وتتسبب في ولادة أوتّو، آلهة النسيج والغطاء النباتي. توصف السوائل المهبلية في النصوص السومرية دومًا على أنها حلوة المذاق، وفي الترنيمة السومرية، تفرح عذراء شابة أن شعر فرجها قد نما. اكتُشفت نماذج طينية تمثل الفرج في معبد إنانا في آشور، من المحتمل أن تكون هذه النماذج بمثابة شكل من أشكال التمائم، ربما للحماية من العجز الجنسي.

### القرن الحادي عشر والثاني عشر
إن برج «شيلا نا غيغ» المستدير هو أحد المنحوتات التصويرية التي تعود للقرن الحادي عشر والثاني عشر والتي تصور نساء عاريات يعرضن فرجهن بشكل مبالغ فيه. تعتبر من التحف المعمارية الموجودة في الكنائس والقلاع والمباني الأخرى، خاصة في أيرلندا وبريطانيا العظمى، بالإضافة لتصويرها أحيانًا شخصيات من الذكور. يمكن العثور على أحد أفضل الأمثلة في راوند تاور في راتو في مقاطعة كري في أيرلندا. توجد نسخة طبق الأصل من برج «شيلا نا غيغ» المستدير في متحف المقاطعة في بلدة ترالي. يمكن رؤية مثال آخر معروف في كيلبيك في هيرفوردشير في إنجلترا.
يقال إن هذه المنحوتات كانت تقي من الموت والشر. كانت التحف الأخرى، مثل الغرغول والأشرار الضخام، الجزء الأكثر شيوعًا من الزخارف الكنسية في جميع أنحاء أوروبا. غالبًا ما توجد فوق الأبواب أو النوافذ، ويفترض أنها لحماية هذه الفتحات من الشر والشيطان.
يجادل فيير وجيرمان بأن موقع المنحوتات على الكنائس والسمات الغريبة للشخصيات بمعايير العصور الوسطى، يوحي بأنهم مثلوا شهوة الأنثى ووصفوها بالبشاعة والفساد. هناك نظرية أخرى، تبنتها جوان مكماهون وجاك روبرتس، وهي أن المنحوتات تمثل بقايا خصوبة من فترة ما قبل المسيحية أو أنها تشير للإلهة الأم. ورد في كتاب 2016 من تأليف ستار غود بعنوان «شيلا نا غيغ»: آلهة الظلام للقوة المقدسة، يتتبع الكتاب هذه الصور عبر التاريخ ويناقش عالميًا «العرض المقدس للإناث» في معانيها ووظائفها في أصول الثقافة مثلما رأينا في فن كهف العصر الحجري القديم من خلال إدراج الصورة في الفن المعاصر، وخاصة الفن النسوي.

### تقاليد الفلكلور
يعبر «ذا فجاينا لوكينز» أو «المهبل الناطق» عن تقليد مهم في الأدب والفن، ويعود تاريخه إلى الأشكال الشعبية القديمة. عادةً ما يكون هذا «المهبل المتكلم» بسبب تأثيرات السحر أو الشعوذة، وغالبًا ما يعترف بالخيانة الزوجية.
يتحدث قوم آخرون عن «ذا فجاينا دنتاتا» أو (المهبل المسنن)، فقد ظنوا أن الآثار المترتبة على هذه الحكايات هي أن الاتصال الجنسي قد يؤدي إلى الإصابة أو الخصي للشخص المعني. كثيرًا ما رويت هذه القصص كقصص تحذيرية من أجل التحذير من مخاطر النساء غير المعروفات ومنع حدوث حالات الاغتصاب.